# Terre des vivants : Bed an dud vew
Albums de Alan Stivell
Symphonie celtique : Tír na nÓg
(1979) Légende
(1983)
Singles
1. Raog Mont D'Ar Skol (+ Beg Ar Van)
Sortie : 1981 (45 tours)

Terre des vivants : Bed an dud vew est le treizième album original d'Alan Stivell et son dixième album studio, paru en 1981. Il est édité en CD en 1994 par les Disques Dreyfus.
L’album se distingue par une première approche électronique et par l’emploi de la langue française, sa langue natale. Le disque s'inspire à la fois d'événements politiques, de la supposée arrivée de l'ère du Verseau, mais aussi d'événements plus intimes et familiaux. Plusieurs airs écossais sont présents.

## Présentation de l'album
« Je lui ai donné ce titre parce que, selon la mythologie et la pensée celtique, le voyage passe par différents mondes dont le Tir na nog, la terre de l'éternelle jeunesse, mais aussi la terre des vivants, qui se situe, selon certains, avant Tir na nog. Dans la Symphonie, il y a un côté un peu intellectuel, un peu mystique, et ici, j'ai voulu évoquer une sorte de retour sur terre, le retour à un contact plus direct avec les gens. Ce contact, je le recherche entre autres à travers deux chansons en français, comme je l'avais fais dans Reflets. "Rentrer en Bretagne" essaie de dire le sentiment que je ressentais, lorsque j'habitais Paris, en arrivant ici : même si ça semble un peu naïf, c'est un sentiment vrai. Dans un autre ordre d'idées, "Beg ar Van" me semble important, ça dépasse les événements de Plogoff, pour devenir une sorte de hurlement à la mort, la mort d'une culture, d'une civilisation. »
— Commentaire d'Alan Stivell

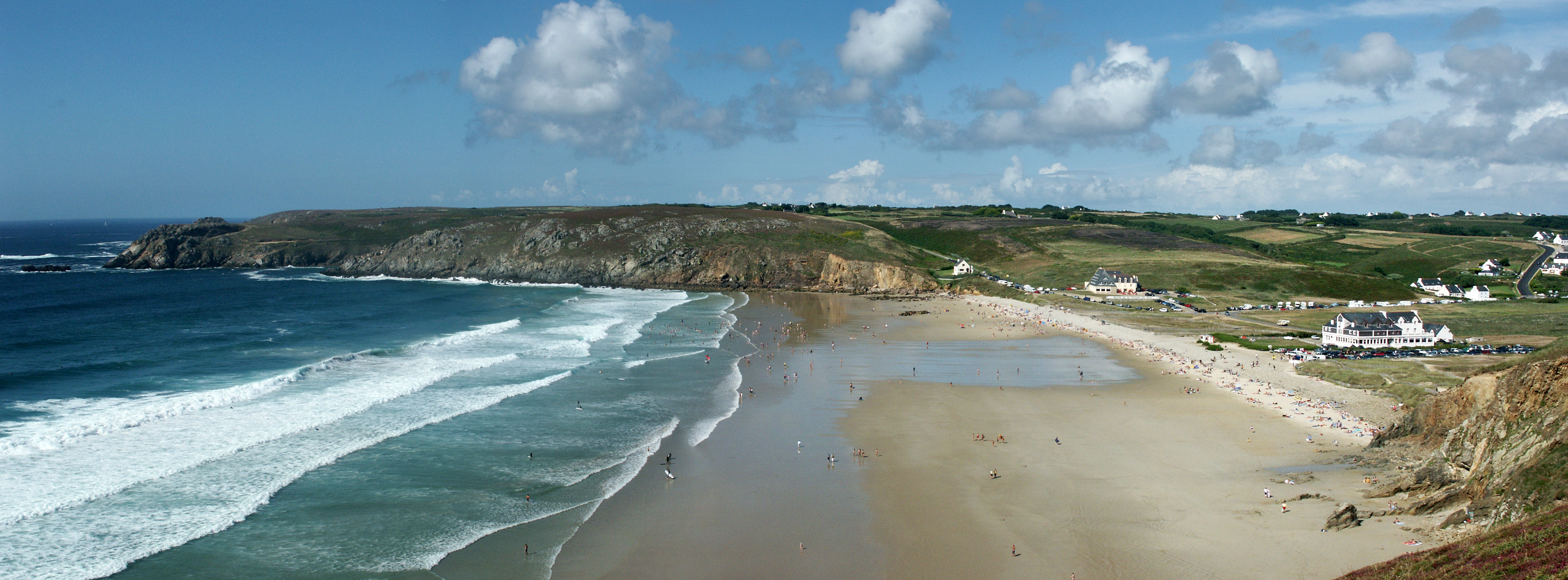
La baie des Trépassés, terre des vivants et des morts.

Terre des vivants se situe entre la musique rock formée par l'orchestre de base et la musique expérimentale avec l'électronique (synthés, rythmiques, sons modulés...). Une fois de plus, il se situe entre le passé (Clan Cameron, Bobby Sands), le présent (l'affaire de Plogoff, Terre des vivants) et le futur (l'Ère du Verseau, Androïdes).
Des textes se font très personnels comme Rentrer en Bretagne, M.J. et 'Raog mont d'ar skol. Le titre Beg ar van marque et touche grâce au chant rageur et sincère de Stivell, véritable hommage au peuple du « bout du monde » qui se bat à la fin des années 70 contre l’implantation d’une centrale nucléaire sur ses terres. Alan Stivell rend également hommage au peuple écossais à travers Hidden through the hills et l’instrumental Cameronian rant. Le très entraînant Q-Celts fiesta est composé de musiques dansantes, notamment des reels écossais.
Alan Stivell poursuit ici sa quête d'une musique-fusion en défrichant toujours de nouveaux chemins. On retrouve ici plusieurs anciens musiciens du groupe de rock dit progressif et de jazz-rock Magma : Jannick Top, Claude Engel, Klaus Blasquiz et Alain Hatot.

### Parutions et réception
L'album paraît en 1981 chez Disc'AZ, réédité par Disques Dreyfus en 1994 et par Harmonia Mundi en 2007.
Cet album se retrouve un peu « coincé » entre son glorieux prédécesseur (Symphonie celtique : Tír na nÓg) et cette nouvelle époque où Alan Stivell va commencer à connaître une baisse d'audience en France. Sa musique également se replace dans la musique populaire aux couleurs de l’époque, « quitte à déstabiliser une partie de mon public ». Malgré tout, Stivell fait son grand retour sur la scène française de Bobino du 15 septembre au 18 octobre 1981. Le 31 mars 1982, il est invité par son ami Angelo Branduardi dans l'émission Le Grand Échiquier de Jacques Chancel.
En 1981, Michel Treguer réalise des clips pour les chansons Beg ar Van, MJ, Roag mond d'ar skol et Androïdes.

## Caractéristiques artistiques

### Description des morceaux
Terre des vivantsChanson en français dans laquelle le chanteur évoque un moment de quiétude devant la cheminée, avec sa femme, pendant que les enfants dorment. Les paroles se font tendres : « Milliards de femmes et d'hommes / Dans leur voyage émouvant / Et nous ici qui sommes / Deux sur la terre des vivants », jusqu'aux douces vocalises finales. Guitares, flûte, synthétiseur, saxophones forment un « gros son » sur ce morceau d'ouverture. L'expression « Terre des Vivants » fait référence au Tír na mBéo, un des noms de l'Autre Monde des anciens Irlandais (après la Symphonie celtique : Tír na nÓg). 

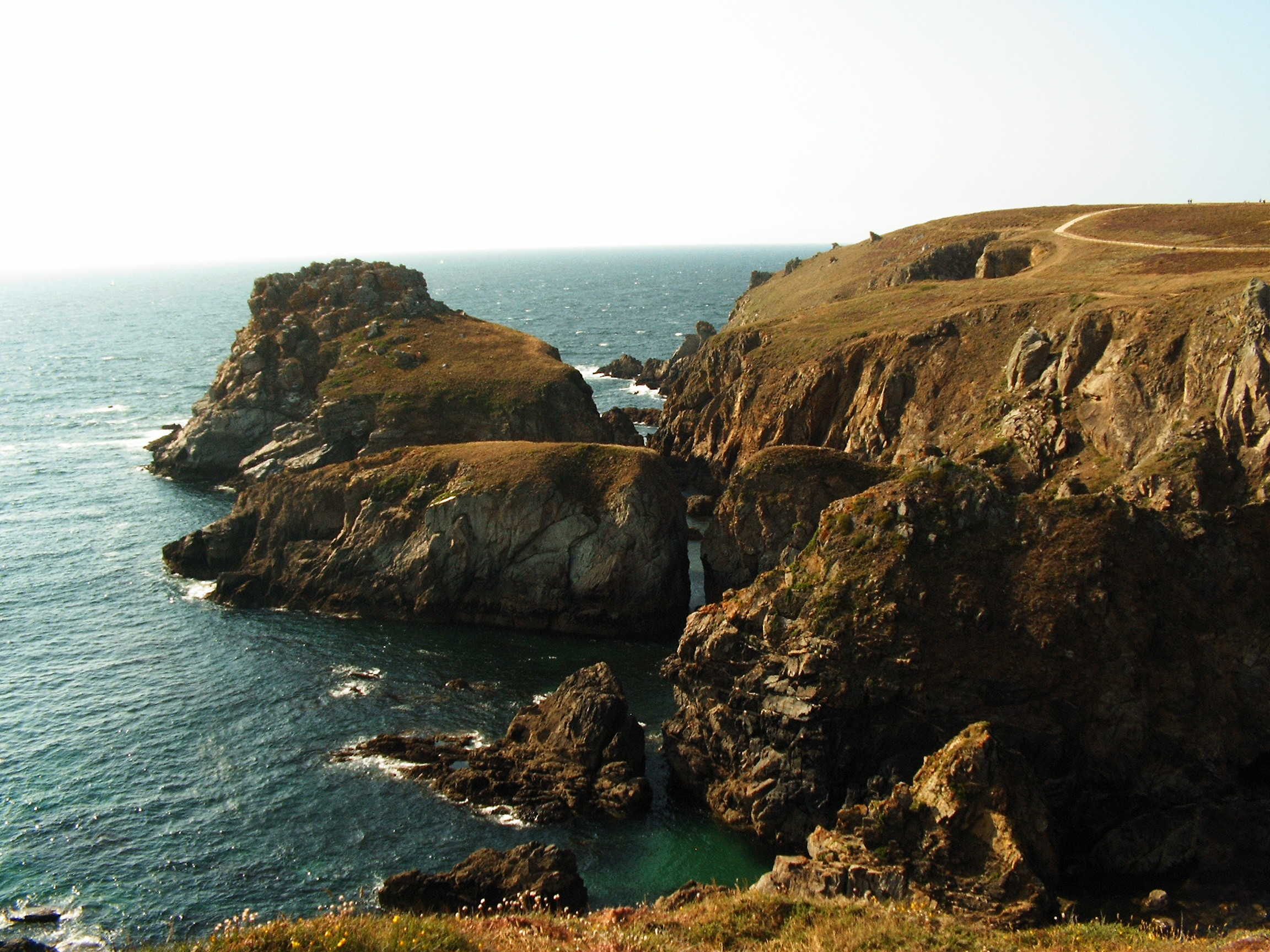
La pointe du Van, Beg ar Vann, en Cléden-Cap-Sizun (Finistère)

Rentrer en BretagneChanson sur le thème du retour, récurrent dans l'œuvre de Stivell, qui fut lui-même un « exilé » de la diaspora parisienne. Les paroles sont écrites – comme celles de Terre des vivants – en collaboration avec Pierre Grosz. Mais ce sont surtout les idées, les images et les assonances propres à Stivell que l'on retrouve : « Croquer ton granit comme on croquerait du sucre, rocs de sucre » qui en font presque un poème, les paysages, les horizons aimés et les odeurs (l'iode, la bouse mouillée) qui resurgissent. Stivell parle ici de son enfance : « Voir passer les arbres, les villages de mon jeune âge […] C'est ici que j'ai poursuivi les cheveux roux et fuyant des filles ». Et s'il redit son amour de l'univers et sa haine des frontières, il affirme son émotion lorsque ses « pieds frappent le sol familier en terre d'Armorique ». Cette chanson bénéficie de l'accompagnement de la cornemuse de Northumberland. Nolwenn Leroy reprend la chanson sur son album Bretonne en 2010.
Beg ar Van (« La Pointe du Van »)Chanson écrite à la suite du mouvement d'opposition d'implantation d'une centrale nucléaire à Plogoff, village situé à côté de cette pointe qui encadre, avec celle du Raz, la célèbre baie des Trépassés, là où « s'épousent la mer et le ciel, resplendit la mémoire » - celle, écrit Stivell, de Morgane, Iseult, Ahès, Ys ou des druides. Stivell chante en breton. Il cite le Barzaz Breiz : « J'entends les chiens aboyer, voilà les soldats français ! ». Les paroles disent la colère face à ce qui est ressenti comme une violence : « Malheur, malheur à celui qui ose profaner la / Terre de notre orgueil / Nation du bout du monde... », « Dans chaque regard on peut lire une colère ancienne et pleine / Lever lentement comme une armée immense pour le dernier combat ». Le mot Mallozh (« Malédiction ») revient comme un leitmotiv. Chœurs à l'unisson (dans lesquels chante Klaus Blasquiz), guitare électrique et saxophone déchirant traduisent avec grandeur la tension de la lutte. Pour Erwan Le Tallec, c'est l'« ultime cri d'un peuple encerclé de toutes parts, prêt à être jeté à la mer, ultime cri mêlé aux gémissements de la Baie des Trépassés et aux carillons de la ville d'Ys engloutie... Long poème symphonique déchirant d'angoisse, tendu par l'énergie du désespoir. »
M.J.Chanson d'amour, dont le titre représente les initiales de la femme de Stivell, Marie-José (qui est son épouse depuis 1973). Le chanteur exprime l'impossibilité où il se trouve de dire tout l'amour qu'il voue à celle dont il partage la vie et sur « l'épaule papillon » de laquelle il pose la tête.
Raog mont d'ar skol (« Avant d'aller à l'école »)Cette chanson, qu'Alan Stivell conseille avec humour de prononcer « Rock Monday School », propose une intimité plus amusée : les paroles et la musique électronique, rapide, haletante, disent la préparation du petit Gwenvael pour aller à l'école (« Donne-moi ton pied gauche pour mettre ton pantalon »), puis le retour de celui-ci (« sale comme un cochon »), la soirée et la mise au lit.
AndroïdesSuite divisée en quatre parties : trois parties dans un premier morceau et la quatrième après la chanson Idèas. Stivell identifie les parties ainsi : Andro-djin (« l'homme en blue-jean, donc l'andro-rock ou blues-rock mais le djin, c'est aussi un korrigan des Indes »), Andro-mad-dec'h (« andro à l'ancienne »), Andro-Mac (« andro mod-skos, l'andro en kilt »), après Ideas, « Andro-djin encore, mais en version à la fois plus alcoolique et plus méridionale (cf. échange Breizh-Isel-Brésil) ». Sur un socle guitare-basse-batterie enrichi d'un synthétiseur, le saxophone y tient une place importante, associé aux habituels instruments celtiques (bombarde, violon, flûte), ce qui procure un côté jazz-rock qui se mêle au côté celtique. L'influence du Brésil dans la partie 4 se retrouve dès le début avec les percussions, le xylophone et les sifflets.
IdèasChanson écrite par Alan Stivell avec un texte en occitan de Michel Berthoumieu. C'est une courte affirmation de l'ouverture d'esprit du chanteur : « Ideas, je vous appelle / N'ayez pas trop peur de moi / Venez, il ne vous s'ra fait mal / N'attendez aucun barrage / N'attendez nulle porte close / Je n'ai pas d'a priori / Vous serez jugées en démocratie / Mille avocats pour votre cause ».

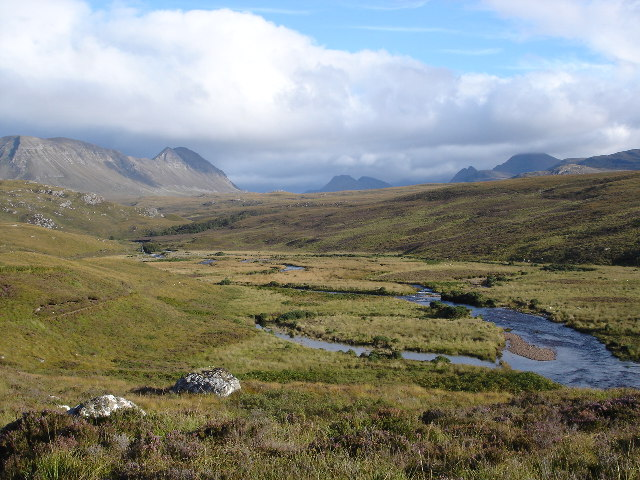
Les Northwest Highlands en Écosse

Hidden trough the Hills (« À l'abri des montagnes »)Chanson énergique inspirée d'un air écossais, dédiée à Bobby Sands et à ses compagnons prisonniers politiques. Alan Stivell oppose la violence des geôles anglaises à la protection des monts d'Écosse : « Ici vivent encore les libertés de l'âme […] Lochs des Highlands, rivières des Lowlands […] Resteront écossais / Malgré Londres, à jamais. » Les chœurs, la cornemuse, la répétition saccadée de débuts de phrases disant « It's not needed... » semblent autant de mots lancés contre les murs de la prison.
Cameronian Rant (« L'appel du clan des Cameron »)Musique écossaise d'inspiration traditionnelle, où guitares électriques et cornemuses entrelacées renouvellent cet air habituellement interprété de manière plus « classique ». Le clan Cameron est un clan écossais des Highlands.
Q-Celts FiestaStivell apporte une précision concernant le titre : « en linguistique, autre façon de dire gaélique par opposition à brittonique ». Selon l'écrivain Laurent Bourdelas, c'est peut-être la seule chanson au monde titrée par un terme linguistique. Les instruments à vent et électriques, la harpe celtique, les volutes de la voix de Stivell, y sont un appel à la danse, pas loin des reels traditionnels écossais. L'ensemble se divise en quatre parties : Doc'h marv d'ar goanag (« De la mort à l'espoir »), An cailin a bhris mo chroidh (The girl who broke my heart), Mrs McLeod of Raasay, The Smith of Chilichassie.
L'Ère du VerseauCette chanson concerne la supposée arrivée de l'ère du Verseau (Oadwezh ar Skuilh-dour en breton), théorie d'un point vernal céleste mise au point à la fin du XVIIIe siècle par des astrologues français, et reprise par le mouvement New Age au XXe siècle>. La harpe et les chœurs se font ici mystérieux mais claviers, saxophone et bombarde restent vifs, car « nous sommes sauvés », (texte chanté en trois langues ; français, breton et anglais).

### Pochette et disque

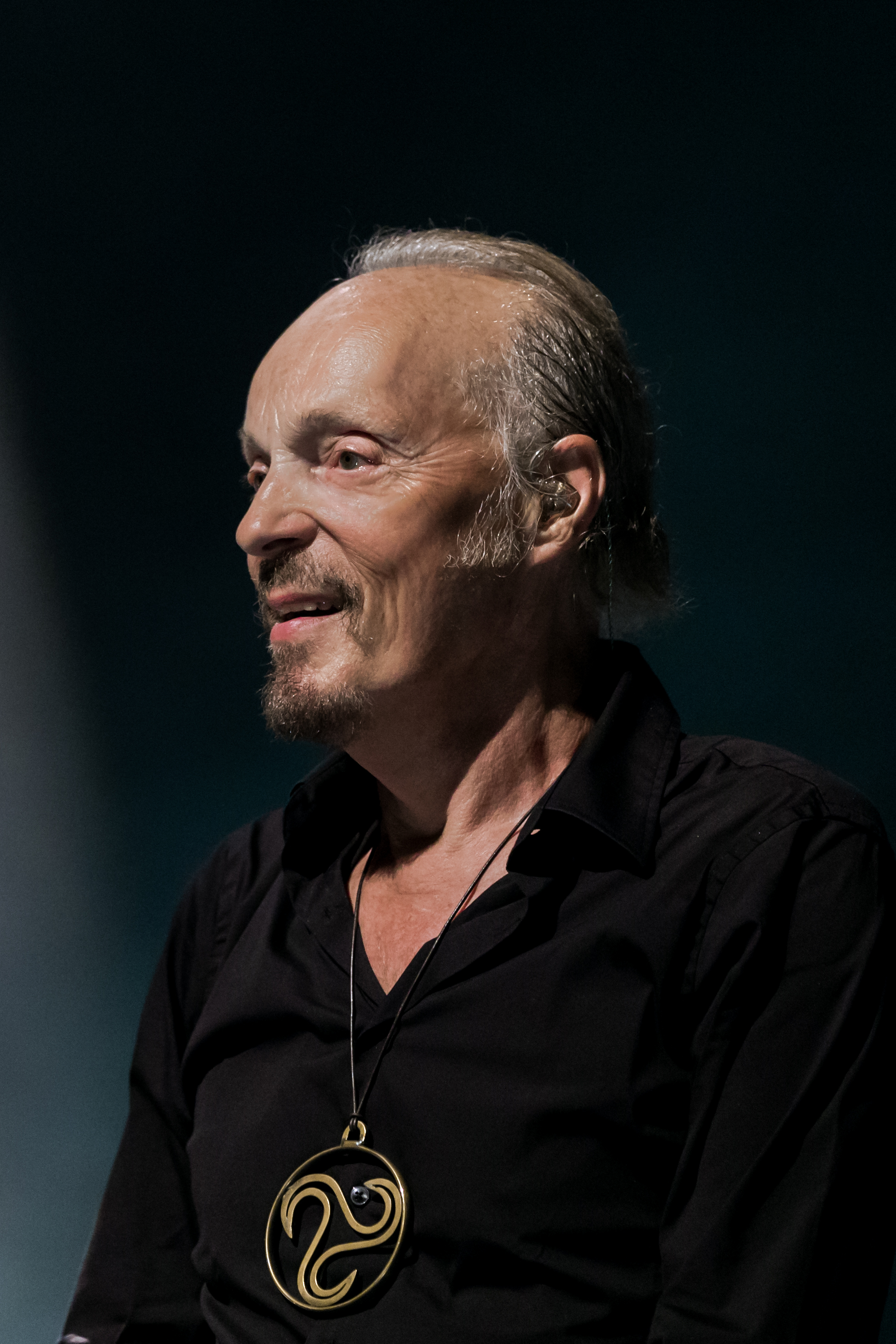
Alan Stivell en 2016, 35 ans après cet album.

Alan Stivell, dont le nom est, comme toujours, stylisé, pose sur une plage sous un ciel voilé, lunettes de soleil et tenue sombre et bleu, très « années 1980 », chemise blanche largement échancrée, les mains dans les poches. Il porte des cheveux longs et la barbe. La photographie est signée Marion (le nom de jeune fille de sa femme Marie-Jo). Il place ce disque dans la continuité des précidents et précise : « Cheminement en spirales par des mots d'espoir, des moments d'inquiétude, haltes, détours... Musiques yin, musiques yang, disques nocturnes, disques diurnes, solstice d'hiver, équinoxes... Recueillement, explosions, racines, éclosions, angoisses, fête, nostalgie, fête encore... », ce qui finalement peut résumer un parcours de vie et une œuvre déjà bien avancée. S'il choisit d'évoquer un cheminement en spirales, c'est que cette figure (l'esse, en particulier) est un motif qui revient fréquemment dans l'Art celte (pour certains il serait la représentation de la course annuelle du soleil), mais on la retrouve aussi dans la tradition judéo-chrétienne (le souffle de la vie) comme hindoue. Et puis le taijitu est lui-même composé de deux spirales (gwenn ha du). Ces diverses références (que l'on retrouve dans son œuvre antérieure, notamment la Symphonie celtique : Tír na nÓg) comme les allusions au solstice d'hiver (qui célèbre le triomphe de la lumière sur les ténèbres dans la tradition druidique), comme la chanson finale L'Ère du Verseau, rattachent incontestablement en partie le chanteur au courant New Age, alors en plein développement. Un sentiment renforcé par le dessin de la pochette qui représente une jeune femme (une fée sans doute) avançant d'un pas déterminé, ses cheveux longs, son corps se transformant par le contenu d'une jarre qu'elle déverse en volutes, spirales et triskell. L'auteur en est le dessinateur et scénariste de bandes dessinées nantais Claude Auclair.

## Fiche technique

### Liste des morceaux
| No  | Titre                                                               | Paroles                                              | Musique                                                                | Durée |
| --- | ------------------------------------------------------------------- | ---------------------------------------------------- | ---------------------------------------------------------------------- | ----- |
| 1.  | Terre des vivants                                                   | Pierre Grosz                                         | A. Stivell                                                             | 4:40  |
| 2.  | Rentrer en Bretagne                                                 | A. Stivell - Pierre Grosz                            | A. Stivell                                                             | 4:08  |
| 3.  | Beg Ar Van (La pointe du Van)                                       | A. Stivell                                           | A. Stivell                                                             | 8:51  |
| 4.  | M.J.                                                                | A. Stivell                                           | A. Stivell                                                             | 2:43  |
| 5.  | 'Raog Mont D'Ar Skol (Avant d'aller à l'école - Rock Monday School) | A. Stivell                                           | A. Stivell                                                             | 3:33  |
| 6.  | Androïdes (parties 1, 2, 3)                                         | A. Stivell                                           | A. Stivell                                                             | 2:24  |
| 7.  | Idèas                                                               | A. Stivell, adaptation en occitan Michel Berthoumieu | A. Stivell                                                             | 1:32  |
| 8.  | Androïdes (partie 4)                                                | A. Stivell                                           | A. Stivell                                                             | 1:18  |
| 9.  | Hidden Through The Hills (À l'abri des montagnes)                   | A. Stivell                                           | A. Stivell                                                             | 1:52  |
| 10. | Cameronian Rant (L'appel du clan des Cameron)                       |                                                      | A. Stivell, d'après un strathspey écossais                             | 1:39  |
| 11. | Q Celts Fiesta (L'appel du clan des Cameron)                        |                                                      | A. Stivell, reel écossais au tempo typiquement tropical par F. O'Neill | 3:36  |
| 12. | L'Ère du Verseau                                                    | A. Stivell                                           | A. Stivell                                                             | 4:06  |

### Crédits

#### Équipe artistique
- Chant, harpes (celtiques, classique), cornemuse, bombarde, flûte irlandaise, orgue, percussions : Alan Stivell
- Guitares : Claude Samart, Claude Engel
- Basses : Michel Peyratout, Jannick Top
- Batterie : Dino Latorre
- Piano : Jean-Pierre Sabar, J-B. Guigon, Serge Planchon, Marc Goldfeder
- Synthétiseur : Raoul Duflot-Verez
- Violon : Padrig Querre, David Rose, Michel Cron
- Violoncelle : Hubert Varron, Jean-Charles Capon
- Contrebasse : Hubert Tissier
- Saxophone : Alain Hatot, Patrick Bourgoin
- Flûte traversière : Chris Hayward
- Hautbois : Pascal Saumon
- Cornemuse de Northumbrian : Tanguy Allain
- Batterie écossaise : Yann-Fañch Ar Merdy, Loeiz Roujon
- Xylophone : Emmanuel Roche
- Percussions : Emmanuel Roche, Thierry Durbet
- Chœurs : Maria Popkiewicz, Yvonne Jones, Anne Calvert, Fabienne Elkoubi, D. Appel, V. Grasse, Klaus Blasquiz

#### Équipe technique
- Production, arrangements : A. Stivell
- Edition : Keltia III / Claude Pascal
- Réalisation : A. Stivell, Philippe Langlois
- Enregistrement : Frank Redlich (Studio Ferber), Pierre Branner (Studio Harry Son), Murielle Fouquerolle
- Mixage : René Hameline (Studio Ferber)
- Direction d'orchestre : Thierry Durbet
- Photo : Marion
- Titres et dessin : C. Auclair